# Einstein Probe
L'Einstein Probe (EP) è un telescopio spaziale a raggi X sviluppato dall'Accademia Cinese delle Scienze (CAS) in collaborazione con l'Agenzia Spaziale Europea (ESA), il Max Planck Institute for Extraterrestrial Physics (MPE) e l'Agenzia Spaziale Francese (Cnes). L'EP andrà ad affiancare i telescopi Xmm-Newton dell’ESA e Xrism della Jaxa nella ricerca rivolta all’universo a raggi X e all'astrofisica ad alta energia. Gli obiettivi primari sono "scoprire transitori ad alta energia e monitorare oggetti variabili". Il telescopio è stato lanciato da un razzo Lunga Marcia 2C dal Centro spaziale di Xichang in Cina, il 9 gennaio 2024, alle 07:03 UTC .

## Obiettivi scientifici
Gli obiettivi scientifici primari sono riassumibili nei seguenti punti:
1. Identificare i buchi neri inattivi per studiare come la materia precipiti al loro interno, rilevando gli eventi transitori che assumono la forma di brillamenti di raggi X;
2. Rilevare la controparte elettromagnetica di eventi che innescano onde gravitazionali, come la fusione di stelle di neutroni;
3. Eseguire un monitoraggio permanente dell'intera volta celeste per rilevare eventuali fenomeni transitori ed effettuare costanti misurazioni di sorgenti variabili di raggi X variabili già note.

## Strumenti
L'Einstein Probe trasporta due principali strumenti scientifici: il "Wide-field X-ray Telescope" (WXT), che funge da grandangolo, e il "Follow-up X-ray Telescope"  (FXT), una sorta di teleobiettivo che permette di osservare in dettaglio gli eventi transitori rilevati attraverso il WXT. Entrambi i telescopi utilizzano un sistema ottico con focalizzazione a raggi X.
- Wide-field X-ray Telescope (WXT): il WXT ha un nuovo design ottico, denominato "occhio di aragosta" (lobster-eye), che possiede un campo visivo più ampio, consentendo di cogliere in un unico puntamento quasi un undicesimo dell'intera sfera celeste.[6] L'ottica lobster-eye[7] è stata testata per la prima volta dalla missione Lobster Eye Imager for Astronomy (LEIA), lanciata nel 2022.[8] Il sistema WXT è composto da 12 moduli basati su ottiche lobster-eye, che insieme creano un campo visivo istantaneo pari a circa 3600 gradi quadrati, consentendo a WXT di monitorare l'intera volta celeste in appena tre orbite. La banda di rilevamento nominale di WXT è di 0,5~4,0 keV. Ogni modulo pesa 17 kg e ha un consumo di energia elettrica di poco inferiore a 13 W. Con le periferiche, l'intero telescopio pesa 251 kg e ha un consumo di energia pari a 315 W.
- Follow-up X-ray Telescope (FXT): lo strumento FXT dispone di due telescopi a raggi X per studi dettagliati di eventi che emettono in questa banda dello spettro elettromagnetico. FXT possiede un'ottica adottata da eROSITA; lo specchio principale è costituito da 54 specchi Wolter annidati, che in totale presentano una lunghezza focale di 1600 mm e un'area superiore a 300 cm² a 1,5 keV.

## Lancio
L'Einstein Probe è stata lanciata il 9 gennaio 2024, alle 07:03 UTC dal Centro spaziale di Xichang in Cina. Il lanciatore, un razzo Lunga Marcia 2C, ha permesso di posizionare (con successo) l'Einstein Probe in un'orbita terrestre bassa, ad un'altitudine di 600 km. La sonda orbita con un periodo di 96 min ad un'inclinazione di 29°.

## Risultati

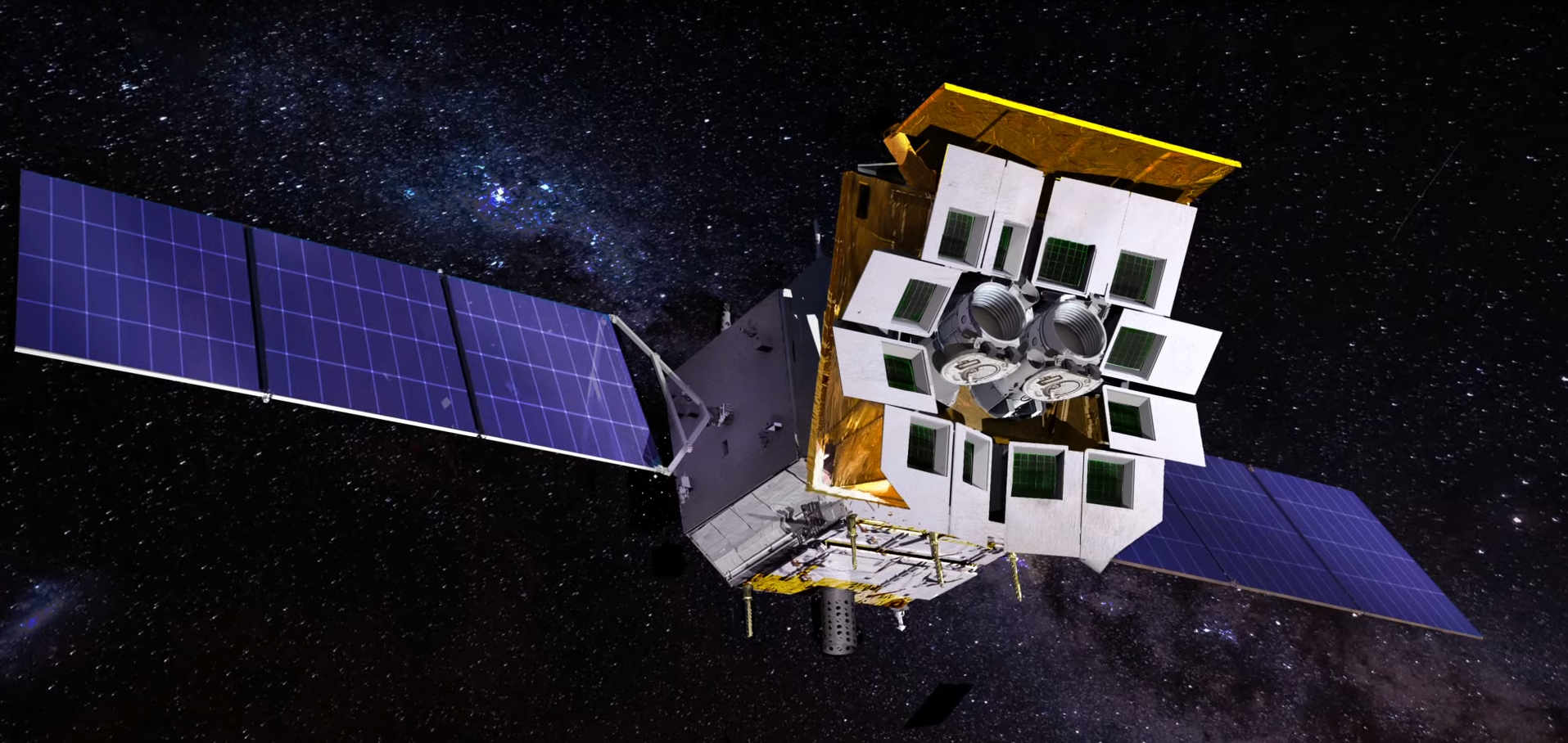
Un'immagine artistica dell'Einstein Probe

Già nei primi mesi dal lancio, la sonda ha ottenuto risultati ampiamente soddisfacenti per i team a terra e per la comunità scientifica internazionale. La prima sorgente a raggi X transiente è stata rilevata il 19 febbraio 2024; si trattava probabilmente di un lampo gamma (Gamma-Ray Burst, Grb) di appena 100 s EP240315a. Nei mesi successivi Einstein Probe ha scoperto alte 14 sorgenti transitorie di raggi X, rilevandone altrettanti dovuti ai brillamenti di 127 stelle. Si individuano in particolare i brillamenti a raggi X di EP240305a e EPW20240219a. Le rilevazioni di WXT saranno utilizzate per avvisare altri telescopi terrestri e spaziali su eventuali fenomeni fisici ad alta energia, eseguendo così osservazioni di follow up in diverse bande dello spettro elettromagnetico. Al tempo stesso lo strumento FXT ha iniziato ad acquisire immagini dettagliate di eventi astrofisici ad alta energia. Nel corso del 2024 FXT ha fotografato un resto di supernova, una galassia ellittica, un ammasso globulare e una nebulosa, riuscendo inoltre a compiere un'osservazione di follow-up di un evento a raggi X rilevato da WXT il 20 marzo 2024.